# Sonia paraplesiana
Sonia paraplesiana es una especie de polilla tortrix perteneciente al género Sonia, categorizada en la tribu Eucosmini, de la subfamilia Olethreutinae. Fue descrita por Blanchard en 1979.
La especie es válida y aceptada y aparece registrada en una sección de la publicación Journal of the Lepidopterists Society 33, 184 de 1979.
La envergadura es de 12,5-17 mm.

## Distribución
Se distribuye por América del Norte, en los Estados Unidos y Canadá. Registrada en Illinois, Ohio y Maryland, desde el sur hasta Florida y Alabama.